# Egil Bergsland
Egil Bergsland est un homme politique norvégien membre du Parti travailliste. Il est né le 2 septembre 1924 à Heddal près de Notodden et mort le 12 octobre 2007.
En 1977, il est élu au Parlement Norvégien pour le Comté de Telemark, mais n'est pas réélu en 1981. En dehors de sa carrière politique, il a longuement travaillé à Norsk Hydro.